# Calidris minutilla
Il Gambecchio americano (Calidris minutilla (Vieillot, 1819)) è un uccello della famiglia degli Scolopacidae.

## Sistematica
Calidris minutilla non ha sottospecie, è monotipica.

## Distribuzione e habitat
È un migratore a lungo raggio che si riproduce nel nord degli Stati Uniti e Canada e passa gli inverni nel sud degli stati uniti, nelle zone più settentrionali del Sud America.